# Vendsyssel-Thy
Vendsyssel-Thy ook wel Den Nørrejyske Ø genoemd (Deens: Het Noord-Jutlandse Eiland) is na Seeland het grootste eiland van Denemarken, maar wordt niet altijd als zodanig beschouwd. Vendsyssel-Thy ligt ten noorden van de Limfjord en wordt onder andere verbonden met de rest van Jutland door de Limfjordstunnel. Het eiland heeft 306.373 inwoners (2003) en een oppervlakte van 4686 km². Het eiland valt onder te verdelen in drie gebieden: Vendsyssel, Hanherred en Thy.
Vendsyssel-Thy was tot 1 januari 2007 een deel van de Deense provincies Noord-Jutland,  Viborg en  Ringkøbing. Tegenwoordig is het samen met Himmerland en het eiland Læsø een deel van regio Noord-Jutland.
Vendsyssel-Thy was sedert het jaar 700 één geheel met de rest van Jutland, maar tijdens een storm in februari 1825 werd het weer een eiland.

## Steden
De belangrijkste steden op Vendsyssel-Thy zijn:
Vendsyssel: Hjørring, Frederikshavn, Skagen, Brønderslev, Sæby, Hirtshals, Løkken
Hanherred: Fjerritslev, Brovst
Thy: Thisted, Hanstholm, Hurup

## Bruggen
- Oddesund (auto- en treinbrug met Struer)
- Vilsund (brug met het eiland Mors)
- Aggersund (brug met Himmerland)
- Limfjord treinbrug (in Aalborg)
- Limfjordbrug (verbindt Nørresundby met het centrum van Aalborg)
- Limfjordstunnel (autosnelweg)

## Veerverbindingen
Naar Zweden:
- Frederikshavn-Göteborg

Naar Noorwegen:
- Hanstholm-Kristiansand
- Hanstholm-Egersund/Haugesund/Bergen
- Hirtshals-Kristiansand
- Hirtshals-Larvik
- Hirtshals-Stavanger
- Hirtshals-Bergen
- Hirtshals-Oslo
- Hirtshals-Langesund
- Frederikshavn-Oslo

Naar de Faeröer, de Shetlandeilanden en IJsland:
- Hanstholm-Tórshavn-Seyðisfjörður

Naar het vasteland van Jutland:
- Agger-Thyborøn
- Neessund (vaart tussen Thy en het eiland Mors)
- Feggesund (vaart tussen Hanherred en het eiland Mors)
- Hals-Egense (vaart in het oosten van de Limfjord)

naar het eiland Læsø:
- Frederikshavn-Læsø

## Vliegvelden
- Aalborg Airport met vluchten naar:

Kopenhagen
Faeröer
Oslo
Bergen
Trondheim
Helsinki
Londen
Amsterdam
Frankfurt
Málaga
- Thisted Airport, vluchten naar:

Kopenhagen
Roskilde
- Sindal Airport